# Mustapha Moussa
Mustapha Moussa (arabisch مصطفى موسى, DMG Muṣṭafā Mūsā; geb. 2. Februar 1962 in Oran; gest. 3. August 2024) war ein algerischer Boxer. Er gewann 1984 bei den Olympischen Spielen in Los Angeles die Bronzemedaille und 1987 die Silbermedaille bei den Panafrikanischen Spielen.

## Karriere
1982 gewann Moussa im Halbschwergewicht die Militärweltmeisterschaften (-81 kg) und 1983 die Mittelmeerspiele. Bei den Olympischen Spielen 1984 gewann er nach Siegen über Drake Thadzi, Malawi (5:0), und Antony Wilson, Großbritannien (5:0), und einer Halbfinalniederlage gegen den späteren Olympiasieger Anton Josipović, Jugoslawien (5:0), die olympische Bronzemedaille.
1985 wurde Moussa Gewinner der Panarabischen Spiele und 1987 Zweiter der Afrikaspiele.
Zwischen 1988 und 2004 absolvierte Moussa vier Profikämpfe, die er jedoch alle verlor.
Moussa starb im August 2024 im Alter von 62 Jahren an den Folgen eines schweren Verkehrsunfalls, dessen Opfer er etwa einen Monat zuvor geworden war.